# Вбивство Джеймса Балджера
Джеймс Патрік Балджер (англ. James Patrick Bulger; 16 березня 1990, Ліверпуль – 12 лютого 1993, Уолтон, Ліверпуль) – англійська дитина, жертва вбивства. Коли мати ненадовго залишила його без нагляду в м'ясній лавці торгового центру «Нью-Стренд» у Бутлі, його помітили двоє хлопчиків — Джон Венеблс. англ. Jon Venables) та Роберт Томпсон (англ. Robert Thompson), які прогулювали в цей день школу. Вони насильно повели його з собою і по-звірячому побили, у тому числі 10-кілограмовою залізною палицею, штовхали його, топтали, кидали в дитину цеглу та каміння, залили його обличчя фарбою. Коли ж зловмисники побачили, що Джеймс уже не ворушиться, то відтягли його на залізничну колію в Уолтоні і залишили помирати там, сподіваючись замаскувати вбивство під нещасний випадок на залізниці. Злочин був швидко розкритий завдяки відеозапису в торговому центрі, який зафіксував, як відводять дитину.

## Злочин
У п'ятницю 12 лютого 1993 року 25-річна Деніс Балджер, яка живе в Кербі, вирушила за покупками разом з подругою свого брата і взяла з собою свого 2-річного сина Джеймса. О пів на третю вони прийшли до торгового центру «Нью-Стренд», де, здійснивши низку покупок, о 15:40 зайшли до м'ясної крамниці. Оскільки Джеймс погано поводився у магазині дитячого одягу, де вони були перед цим, Деніс залишила його за дверима крамниці. Вона не планувала довго затримуватись у лавці, але м'ясник переплутав її замовлення. Коли вона вийшла, то побачила, що її син зник.
Перегляд записів відеоспостереження виявив, як її сина забрали два хлопчики, якими виявилися 10-річні Роберт Томпсон та Джон Венеблс. Того дня Венеблс та Томпсон прогуляли школу. У торговий центр вони прийшли без будь-якої мети і спочатку здійснили кілька крадіжок, викравши з прилавків різну дрібницю, включаючи пачку батарейок і маленьку баночку синьої фарби «Хамброл» для фарбування моделей. Якийсь час вони просто без діла бавилися. Кому конкретно прийшла ідея викрасти дитину, так і залишилося нез'ясованим — під час слідства Томпсон та Венеблс валили один на одного. Мету викрадення також встановити не вдалося — Венеблс заявив, що Томпсон хотів вивести дитину з будівлі та виштовхнути її на проїжджу частину. За свідченнями свідків, за пів години до викрадення Джеймса хлопчики спробували забрати іншого малюка, але це вчасно помітила його мати. Слідство також з'ясувало, що з моменту, коли трійця вийшла з центру, їх протягом усього маршруту бачили 38 очевидців, але лише двоє підійшли до хлопців: одному вони сказали, що Джеймс — молодший брат одного з них, іншому сказали, що Джеймс заблукав і вони ведуть його до поліцейської дільниці.
Вони привели Джеймса в район Уолтон на залізничну гілку неподалік занедбаної станції Уолтон-Енфілд, де почали кидати в нього цеглу та каміння, бризнули фарбою в очі, засунули йому в рот, а також, на думку поліції, в анальний прохід вкрадені батарейки. Потім Венеблс вдарив Джеймса знайденою стиковою накладкою, а Томпсон з силою вдарив дитину по голові. Помітивши, що Джеймс не рухається, Джон і Роберт поклали малюка на рейки, щоби все виглядало як нещасний випадок, і помчали додому. Можливо, у злочину був сексуальний характер, оскільки на тілі жертви не було штанів, черевиків, шкарпеток і трусів. Експертиза встановила, що анального насильства хлопчик не зазнавав, але крайня плоть статевого органа була насильно відтягнута назад. Томпсон і Венеблс і під час слідства, і в ув'язненні категорично заперечували, що піддавали Балджера якомусь сексуальному насильству, але водночас не змогли виразно відповісти, навіщо їм знадобилося роздягати дитину. Пізніше експерти нарахували на тілі дитини 42 травми, включаючи 10 переломів черепа — через таку велику кількість травм не вдалося встановити, яка саме з них стала причиною смерті.
Тіло Джеймса було знайдено за два дні. Поїзд, що проходить, розрізав його навпіл, але малюк помер ще до цього. 1 березня його поховали на цвинтарі Кіркдейл. На похороні було багато людей. У 2009 році в розташованій у Кербі початковій школі Сейкред-Харт, до якої мав піти Джеймс, було відкрито меморіальний сад на згадку про нього.

## Особи вбивць

### Роберт Томпсон
Роберт Томпсон народився 23 серпня 1982 року в сім'ї Роберта-старшого та Енн Томпсон. Роберт був їхньою п'ятою дитиною з шести та п'ятим сином. Його батьки одружилися, коли їм обом було по 18 років, але сімейне життя зовсім не склалося. Мати до одруження всі 18 років росла під гнітом батька-тирана, чоловік же був алкоголіком і часто бив матір на очах у дітей. Енн від сильного розладу та страху перед чоловіком зганяла свій біль на синах, б'ючи дітей палицями та ременями. У якийсь момент батько пішов із сім'ї, після чого Енн, зробивши невдалу спробу самогубства передозуванням таблеток, почала знаходити порятунок в алкоголі. Усі її шість синів росли без батьківського контролю, і замість того, щоб об'єднатися та спробувати захиститися від нападок матері, їм доводилося захищатися один від одного. Щоб хоч якось вижити в такому становищі, Роберт намагався не виділятися. Якщо ж його заганяли в кут, то починав брехати чи плакати, а якщо до нього застосовувалося фізичне насильство, то намагався дати відсіч.
У 4 роки найстаршого брата Роберта було взято під опіку Службою захисту дітей після того, як щодо нього було виявлено ознаки тяжкого насильства. Інший брат став красти, часто залучаючи до цього маленького Роберта. Третій брат став палієм і підозрювався у сексуальному насильстві над маленькими дітьми (є ймовірність, що Роберт був однією з його жертв). Четвертий брат часто загрожував своїм вчителям насильством. Коли старші мали няньчити наймолодшого, вони часто замикали його в голубнику. Зрештою, один із братів пішов з дому і залишився в добровільному центрі соціального захисту. Інші намагалися покінчити життя самогубством. У поліції та соціальних служб сім'я Томпсон була на слуху. Щоразу, коли було скоєно якийсь злочин, Томпсони першими потрапляли під підозру. Усі вони були прогульниками та мали проблеми з поліцією.
Роберт був єдиним сином Енн, який намагався хоча б якось викликати у неї любов. Він допомагав їй по господарству, надавав емоційну підтримку і няньчився з її сьомим сином Беном, якого Енн народила, сама не знаючи від кого. У школі Роберт був не стільки агресивним, як хитрим. Порушником спокою він не вважався. Вчителі вважали його сором'язливим і тихим і не чекали чогось більшого. Однокласники ставилися до нього байдуже і майже не помічали. Джон Венеблс був фактично його єдиним більш менш близьким другом — на допиті він сказав, що Роберт в основному спілкувався з дівчатками, тому що сам поводився як дівчинка, і тому не викликав у інших хлопчиків бажання спілкуватися з ним.
Хоча Роберт, намагаючись здаватися сильним, використовував лайку, його ніхто не вважав жорстоким чи агресивним. В основному він був прогульником, який часто блукав вулицями Уолтона о першій годині ночі. Енн іноді ховала його взуття, щоб не дати йому піти з дому.

### Джон Венеблс
Джон Венеблс народився 20 серпня 1982 року в сім'ї Ніла та Сʼюзан Венеблс. Він був їхнім другим сином із чотирьох дітей. Батько був безробітним, іноді підробляючи водієм вантажопідйомника. У Сьюзан і Ніла були складні стосунки: вони то розходилися, то знову з'єднувалися. Домашнє господарство перебувало у хаосі. Після того, як Ніл все-таки з'їхав надовго, Сʼюзан і діти жили з її матір'ю. Потім Ніл знову повернувся, щоб перебратися з сім'єю до державного житла в Ліверпулі, після чого батьки знову розлучилися, проте Ніл іноді повертався до родини. Така нестабільність стосунків не могла не вплинути на дітей. Сʼюзан Венеблс походила з дуже суворого та дисциплінованого середовища, і дуже часто Джон зазнавав усних та фізичних нападок з її боку. Були моменти, коли мати відправляла Джона до батька, якщо була сама не в змозі впоратися з ним. На додачу до всього Сʼюзан і Ніл страждали на клінічну депресію, що також відбивалося на дітях.
У братів Джона спостерігалося відставання у розвитку. Його старший брат народився з розщепленням піднебіння, що призвело до проблем у соціальній адаптації та постійних спалахів гніву. Молодший брат Джона навчався у спецшколі, і його батьки мали багато часу, щоб його контролювати. Молодша сестра Джона також мала затримки у розвитку і зрештою теж опинилася у спецшколі. Джон, у якого не було таких серйозних проблем з розвитком, хоча він у ньому теж відставав, фактично виявився обділений батьківською увагою. Іноді він наслідував спалахів гніву свого старшого брата тільки для того, щоб привернути до себе хоч трохи уваги.

## Слідство та вирок
Спочатку слідство просувалося повільно, оскільки в розпорядженні поліції були лише кадри із запису відеоспостереження, де обличчя хлопчиків були нерозбірливі, а їхнє збільшення через ракурс зйомки було сильно спотворене, тому спочатку відпрацьовувалася версія, що вік викрадачів становить близько 13-14 років. Тим не менш, коли ці орієнтування разом з портретами з кадрів були оприлюднені, під підозру громадськості миттю потрапили всі хлопці-ліверпулі схожого віку, які в той день прогуляли школу. Так поліція забрала на допит одного 12-річного хлопчика; хоча його було відпущено після того, як було встановлено його непричетність. Водночас натовп місцевих жителів, що не розібрався в ситуації, поки його допитували, побив вікна в його будинку, через що сім'я хлопчика терміново виїхала з міста.
Справа зрушила з мертвої точки лише після того, як преса випустила покращені зображення кадрів із записів відеоспостереження, де Томпсон і Венебелс стояли обличчям до камер. 17 лютого до поліції анонімно зателефонувала знайома Венеблсів і повідомила, що Джон схожий на хлопчика в кадрі і що він якраз того дня пропустив школу. Наступного дня приблизно о пів на восьму ранку поліція постукала в будинки вбивць. Побачивши поліцію, обидва хлопчики впали в істерику, чим у результаті себе й скомпрометували. Однак аж до початку допитів поліція все ж таки з недовірою ставилася до того, що Венеблс і Томпсон можуть бути вбивцями, тому що вважала, що вони просто діяли за чиєюсь вказівкою і їхня участь у злочині обмежувалася лише тим, що вони мали вивести Джеймса з центру.
Допит хлопчиків проходив складно і довго: першого дня вони так і не зізналися у скоєному. Їх поведінка на допитах теж різнилася: Томпсон поводився зухвало і холоднокровно (він говорив слідчим «так, я був там, але вас там не було» або «ну, це всього лише ваша думка») і тільки під кінець допиту він кілька разів заплакав, Венеблс із самого початку перебував у повному розпачі і неодноразово впадав в істерику (через це слідчим навіть довелося попросити його батьків провести з ним довірчу бесіду). Якщо Томпсон постійно намагався звалити всю провину на Венеблса, то Венеблс, визнаючи їхню спільну участь у скоєному, просто намагався приховати правду.
Протягом усього слідства та перших судових засідань хлопчики фігурували у пресі як «дитина А» (Томпсон) та «дитина В» (Венеблс). Їхні справжні імена були оприлюднені лише в день оголошення фінального вироку. Під час суду хлопчиків було заборонено фотографувати. Поведінка хлопчиків на суді була аналогічна їх поведінці на допитах: Томпсон і далі тримався холоднокровно, Венеблс не приховував того, що наляканий. У період слідства і до винесення вироку хлопчики утримувалися у спеціальних установах окремо один від одного і під фальшивими іменами.
Оскільки британське право дозволяє судити дітей починаючи з 10-річного віку, то 1 листопада 1993 року вбивці постали перед повноцінним судом (окрім вбивства Джеймса, їм також було пред'явлено звинувачення в невдалій спробі викрасти іншу дитину). Протягом усього суду хлопці мовчали під час усіх засідань — замість їхніх свідчень використовувалися аудіозаписи допитів. До початку суду з Томпсоном поговорила дитяча психіатриня Айлін Візард, а з Венебелсом судовий психіатр із МВС Великої Британії Сʼюзан Бейлі. Коли на суді обох запитали, чи хлопці розуміють різницю між добром і злом, Бейлі прямо відповіла, що Венебелс розуміє, у той час як Візард утруднилася з відповіддю. 24 листопада 1993 року в Престонському королівському суді Томпсон і Венеблс (яким на той момент вже було по 11 років) були засуджені до позбавлення волі «За Велінням Її Величності» — на невизначений термін (тобто, доки влада не вирішить, що вони не становлять загрози для суспільства) з можливістю звільнення через 10 років у лютому 2003 року (спочатку мінімальний термін утримання було встановлено як 8 років). Однак під тиском громадськості у липні 1994 року мінімальний термін утримання хлопчиків було збільшено на 15 років (тобто до лютого 2008 року). Але в 1997 році Палата Лордів скасувала цей термін, скоротивши його знову до 10 років, але в результаті хлопчики провели в ув'язненні лише 8 років.
Томпсон відбував свій термін у манчестерському центрі безпеки Бартон-Мосс, Венеблс – у корпусі Варді-Хаус ред-бенкського спецпритулку для асоціальних дітей у Сент-Хеленсі (хоча це був ізолятор тимчасового тримання, Венеблс пробув там усі 8 років). Їхні місця ув'язнення були оприлюднені лише після їхнього випуску. Наприкінці вся діяльність хлопчиків двічі документувалася щодня. Створена атмосфера реабілітації допомогла покращити хлопчикам шкільну успішність і на момент випуску вони отримали сертифікати середньої освіти просунутого рівня. Наприкінці Томпсон виявляв інтерес до дизайну та текстилю, Венеблс — до відеоігор та спорту. У той же час хлопчики страждали на ПТСР, Венебелсу часто снилися нічні кошмари про Балджера.

## Доля вбивць після визволення
У 2000 році судові органи переглянули вирок у бік пом'якшення, і в червні 2001 Томпсон і Венеблс були випущені на волю і отримали документи на нові імена. Їм була гарантована тотальна анонімність — була випущена світова судова заборона, яка розповсюджується на всі світові ЗМІ (у 2007 році були оприлюднені документи, з яких з'ясувалося, що МВС Великобританії витратило на цю заборону 13 000 фунтів стерлінгів), згідно з якою офіційно заборонені будь-які публікації, що розголошують їх нові імена або демонструють фотографії з ними (навіть підставні фотографії інших людей під їхніми іменами). Однією з умов звільнення стала заборона з'являтися в районі Мерсісайд і будь-які контакти один з одним (таким чином, день смерті Джеймса став останнім, коли вони спілкувалися між собою) або родиною Балджер. Їхнє місцезнаходження влада тримала в таємниці. На момент випуску хлопчики позбулися ліверпульського акценту у своєму мовленні.
Незважаючи на ці зусилля, за повідомленнями преси, в 2004 Денис Балджер виявила місце проживання Томпсона . Відповідно до закону, вона не могла його оприлюднити, але підтвердила, що в контакт із Томпсоном не вступала.
2 березня 2010 року Міністерство юстиції розкрило відомості про те, що Джона Венеблса повернули у в'язницю через незгадане порушення умов дострокового звільнення. При цьому міністр юстиції Джек Стро заявив, що Венеблса повернуто у в'язницю через «надзвичайно серйозні звинувачення», висунуті проти нього, однак, за словами міністра, він «не в змозі дати більш детальної інформації про причини повернення Джона Венеблса під варту, тому що це суперечить інтересам суспільства».
21 червня 2010 року Венеблсу було пред'явлено звинувачення у зберіганні та розповсюдженні дитячої порнографії. Поліція знайшла 57 зображень, що належать до дитячої порнографії, на його комп'ютері. 23 липня 2010 року Венеблса було засуджено до двох років в'язниці за завантаження та розповсюдження непристойних фотографій дітей. В ході судового розгляду було встановлено, що в Інтернеті Венеблс видавав себе за 35-річну одружену жінку з Ліверпуля на ім'я Дон Сміт, яка хвалилася насильством над своєю 8-річною дочкою, сподіваючись на отримання іншої дитячої порнографії. Він мав право на клопотання про умовно-дострокове звільнення в липні 2011 року, проте 27 червня 2011 року Рада з умовно-дострокового звільнення вирішила, що Венеблс залишиться під вартою і що подальше клопотання про умовно-дострокове звільнення може бути розглянуте через рік. Сам Венебелс на всіх засіданнях був лише дистанційно — він давав свідчення за допомогою відеозв'язку на маленькому моніторі, який був встановлений на суддівській трибуні, тому його бачив лише суддя.
У лютому 2018 року Венеблсу було пред'явлено чергове звинувачення у зберіганні дитячої порнографії та «керівництва для педофілів», через що його засудили до 40 місяців в'язниці  . Також було зазначено, що йому можуть бути надані нове ім'я та проведення пластичної операції за рахунок держави з метою приховування особистості, чому активно перешкоджають Балджери  .
У липні 2019 року влада порушила питання про переселення Венебелса до Канади, Австралії чи Нової Зеландії, оскільки у Великобританії захист його анонімності став обходитися занадто дорого — з того моменту, як у 2010 році у нього знову почалися проблеми із законом, влада витратила 65 000 фунтів стерлінгів на захист його анонімності.

## Вбивство у масовій культурі
- У 2018 році ірландський кінорежисер Вінсент Ламбе зняв півгодинний художній фільм «Затримання» (англ. Detainment ), у центрі якого допити Томпсона та Венеблса в поліції, а також реконструкція хроніки злочину.
- Долорес О'Ріордан, вокалістка рок-гурту «The Cranberries», стверджувала в інтерв'ю, що саме цей випадок надихнув її на текст пісні «The Icicle Melts», яка увійшла до альбому «No Need to Argue».